# 許信良
許信良（1941年5月27日—），是出身桃園中壢的客家裔臺灣人政治人物。他是黨外運動的主要領導人与代表人物之一，也是中壢事件的當事人以及民主進步黨美麗島系的主要領袖。他曾任臺灣省議會議員、桃園縣縣長、民主進步黨主席及中華民國總統府資政等。

## 生平
許信良1941年出生於日治臺灣新竹州中壢郡中壢街（今桃園市中壢區）過嶺大字的客家地主家庭。

### 早年求學
許信良自幼廣泛閱讀，少年時代開始就懷抱著從政當中華民國總統願望。會講客家語和臺灣話。
1959年，許信良自新竹中學畢業後，進入國立政治大學政治學系就讀，半年之後即加入中國國民黨，因著出色的學業表現與可靠的政治立場而獲得校方與國民黨的重點栽培，被視為未來可靠的行政管理人材。1960年，盧修一從政大邊政系轉入政治系，成為同班同學。
1964年，許信良自政治系畢業，旋即進入政大政治研究所學習，受到後來行政院院長李煥的青睞。
1967年，許信良獲得中山獎學金，赴英国愛丁堡大学繼續深造，學習哲学。在英國學習的期間，其政治理念產生重大改變。1960年代，歐洲洶湧澎湃的左派學生運動與激烈的反越南战爭浪潮，許信良接觸到許多過去從未有機會閱讀的左派理論大師的著作和刊物（其中包括中国共产党的著作），對他的政治立場的改變有著深遠的影響。

### 自英返國
1969年完成學業，自英返國，加入國民黨改革派刊物《大學》，發表多篇深具影響力的時事評論；其中《台灣社會力的分析》一文影響最為深遠，由於李煥的推薦，更蒙獲蔣經國推薦國民黨幹部閱讀。

### 臺灣省議員
1973年，許信良獲得國民黨提名參選臺灣省議員，並順利當選。但國民黨隨後發現，這時他已不是大學時代政治上絕對可靠的許信良了。他不僅經常拒絕執行國民黨的政策，尚且公開批評政府的多項提案。
1977年，許信良連續出版《風雨之聲》和《當仁不讓》兩書，進一步對中國國民黨的現狀提出嚴厲批評，引來黨內同志的撻伐。

### 脫黨參選桃園縣縣長
1977年10月，許不顧國民黨多次警告，自行返鄉參選桃園縣長。

#### 選舉舞弊事件
桃園地方政府的選務部門政府涉嫌作票，在支持許信良的民眾報警後，警方置之不理，據傳還保護疑似涉嫌作票的選務人員。中壢民眾群情激憤，爆發大規模示威，在衝突中引爆了中壢事件。桃園縣各投票所於是重新開票，許信良以22萬票對13萬票擊敗國民黨候選人歐憲瑜當選，而國民黨則開除許信良的黨籍。

#### 任內爭議
1979年，許以桃園縣長身份發起橋頭示威遊行，聲援因叛亂罪而被政府當局逮捕的余登發父子。這次遊行是在台灣戒嚴時期所發生的首次遊行集會事件，許則因參與遊行而被彈劾縣長一職。7月與黃信介、施明德等人主辦《美麗島》雜誌，並擔任雜誌社社長，公開、正式地開始參與黨外運動。同年12月發生美麗島事件時，許信良正與家人在美國度假，事件發生後被政府拒絕入境，從此滯留美國。

### 海外流亡時期
在美麗島事件後和台獨聯盟與其他海外台灣人團體，在1979年12月15日組成了「台灣建國聯合陣線」，誓言要讓國民黨從地球上消失。1980年8月許信良結合了一批熱心的海外人士，包括李義雄、汪立峽、張維嘉、王耀南以及孫慶餘等人，一起在東洛杉磯開辦了《美麗島週報》。該週報曾經出版過《都市游擊手冊》這本小冊子，鼓吹以都市游擊戰的方式在台灣推動人民革命。
許信良在《美麗島週報》一開始成立的時候，想在統獨立場上走一條比較溫和的路線，所以在週報上提出「台華」的觀念。不過後來卻發現，以在美國的台灣人社群而言，會支持台灣人運動的，都是強烈的台獨；所以《美麗島週報》也就很快地放棄了這個觀念。這大概是第1期到第3期的事。1981年4月《美麗島週報》推出「424刺蔣專輯」，對台獨聯盟在「刺蔣案」後的處理態度多所批評；於是「美麗島週報社」和台獨聯盟的衝突正式搬上檯面。台獨聯盟甚至發動了私下的輿論運動，說許信良是國民黨的間諜。過沒多久《美麗島週報》也面臨了極嚴重的財務危機。
《美麗島週報》陷入財務危機以後，在1981年中，許信良要求在日本的史明赴美整理週報。後來許與史明結成聯盟，成立了「台灣民族民主革命同盟」這個跨組織的聯合。基本上，聯合的基礎在於「民族資本家」這個觀念，認為革命左派和革命右派在某種程度上是可以聯合陣線的。這個同盟持續了大概2年的時間，一直到許信良加入了洪哲勝的「台灣革命黨」為止，算是無疾而終。
之後又在1986年5月1日成立了「台灣民主黨建黨委員會」，並同時宣佈許信良、謝聰敏及林水泉將於年底以前將該黨遷回台灣。原來預定於該年10月初在海外召開「台灣民主黨」成立大會，但當民主進步黨於9月28日在台北宣佈成立後，許信良立即宣佈暫停這個大會，並表示自己是「民進黨海外支部」領導人；但當時許信良尚未入黨，民進黨中央黨部也表達民進黨尚未有正式的海外支部；許信良於是表明要「返台入黨」，同時掛上「民主進步黨海外組織」的招牌，開始在海外台灣人中運作。

### 輾轉回到台灣
1986年11月30日，欲自日本返國，被滯留東京，無法登機；乃迂迴經菲律賓，於12月2日企圖闖關，遭原機遣返。前往接機的群眾與軍警爆發激烈的衝突，是為桃園機場事件。
1989年許信良終於經由中國大陸偷渡回台灣，但抵台後，旋即為當局以叛亂罪起訴並判刑10年，林正杰等人率10萬民眾包圍土城看守所，要求國民黨政府釋放許信良，國民黨政府出動鎮暴部隊鎮壓民眾，爆發土城事件。

### 民進黨主席
1990年獲得李登輝總統特赦而出獄。
1991年，許當選民進黨主席。1992年春，參與推動總統直接民選。1993年，民進黨在縣市長選舉中表現頗佳；然而未達許信良在選舉前所設定的目標，因此主動辭職。改選後，由施明德接任黨主席。
1995年出版《新興民族》，在民進黨黨內提倡西進中國大陸，因此遭受黨內指責；而後經由辯論，民進黨的政策定調為「強本西進」。
1996年，台灣首次開放總統直選，一直有總統夢的許信良原本有望被民進黨提名為總統候選人，在第一階段初選中擊敗林義雄、尤清，進入第二階段初選，卻因有「台獨教父」之稱、過去長期流亡海外的台獨領袖彭明敏的參選而失利。
1996年中華民國總統選舉在民進黨大選落敗後，許再接黨主席職務，任內推動朝野協商，與李登輝總統推動凍省，並於1997年的縣市長選舉中，組成中央助選團，結合黨內政治明星，打出「綠色執政，品質保證」的競選口號。選後，民進黨首次獲得了台灣超過半數地區的地方執政權，打破國民黨「萬年執政黨」的神話，此後又舉辦民進黨中國政策研討會等。
1997年6月，民進黨首席顧問林義雄以許信良違反立黨時之民主精神，提出「熱愛民進黨、罷免許主席」。第一場巡迴座談，從林義雄的故鄉宜蘭開始，他表示不管有多少人連署，結果都是成功的，因為它已突顯政治人物是要受人民監督的。
1997年12月11日，前國民大會代表陳婉真、建國黨洛杉磯地區召集人吳明勇、全美台灣同鄉會美西區理事陳大昇、洛杉磯台灣同鄉會與南加州台灣同鄉會在美國《太平洋時報》刊登《許信良立刻下台以謝國人！》廣告，抨擊：「……曾經提出如此慷慨激昂的宣言的台灣革命黨正副總書記洪哲勝與許信良，事隔12年後竟然是在紐約一搭一唱的高喊三通，維持現狀，台獨無用，大膽西進！」當月17日，洪哲勝駁斥，他沒有發表上述或類似上述的言論，於是也沒有就上述的說法與許信良「一搭一唱」。

### 2000年總統選舉
許於1998年卸任黨主席，並開始為2000年參選總統做準備。然而，黨內的後起之秀陳水扁在高票落選台北市長之後，很快在黨內竄升為2000年總統大選的最熱門候選人；為了順應民意，民進黨修改黨綱的「四年條款」，允許陳水扁獲得提名。堅持參選總統的許信良也因此於1999年5月7日發表題為《同志們，我們在此分手》的退黨宣言，獨自參選2000年總統選舉，在沒有政黨支援的情況下，獲得極少的選票而落選。而國民黨由於連戰與宋楚瑜分裂以致落敗，民進黨首次取得中央執政權。
| 1        | 宋楚瑜、張昭雄 | 無黨籍        | 4,664,972票 | 36.84%                             |                                    |
| 2        | 連戰、蕭萬長   | 中國國民黨    | 2,925,513票 | 23.10%                             |                                    |
| 3        | 李敖、馮滬祥   | 新黨          | 16,782票    | 0.13%                              |                                    |
| 4        | 許信良、朱惠良 | 無黨籍        | 79,429票    | 0.63%                              |                                    |
| 5        | 陳水扁、呂秀蓮 | 民主進步黨    | 4,977,697票 | 39.30%                             | 當選                               |
| 選舉日期 | 選舉日期       | 2000年3月18日 | 選舉人數    | 15,462,625人                       | 15,462,625人                       |
| 投票率   | 投票率         | 82.69%        | 投票人數    | 有效：12,664,393人 無效：122,278人 | 有效：12,664,393人 無效：122,278人 |

### 民進黨執政時期
2000年總統大選後，面對陳水扁政府，許公開批評陳水扁的各項政策，但亦被陳水扁聘任有給職總統府資政。後來許信良曾多次以民間人士身份訪問中國大陸，與中國共產黨高層有過多次接觸，力圖在兩岸交流中，重新建構新的政治舞臺。
2004年11月11至12日，率領台灣“兩岸農業交流訪問團”訪問上海。

### 2004年總統選舉
2004年總統選舉期間，為在野黨國親聯盟所推舉的正副總統候選人連戰與宋楚瑜助選，並參加反對公投的政策辯論。選舉結果揭曉之後，加入泛藍的行列，在台北總統府廣場上抗議選舉結果，以絕食抗議3天3夜的行動以表達對選舉的不滿。

### 2004年立委選舉
2004年9月，不被看好的許信良毅然決定宣布於臺北市第二選舉區參選第六屆立法委員，大膽地以「西進大陸，一統中國」的口號作為選舉訴求，向泛藍支持者爭取選票，提倡仿效歐洲聯盟模式建立和平統一的新中國，實現兩岸三通，並反對制憲、正名和軍購。惟未得泛藍群眾的青睞，最終以1萬3千多票落選。

### 2008年總統選舉
2008年2月，許曾針對總統大選表示憂心中國國民黨一黨獨大，並支持民進黨總統候選人謝長廷，認為謝長廷比國民黨總統候選人馬英九更具有執行力。

### 重返民進黨
2008年5月陳水扁卸任後，許信良重返民進黨。
2008年9月27日，許信良接受《聯合報》專訪時坦言，陳水扁把民進黨變成一人政黨，摧毀民進黨的根基，這是不可原諒的罪過，「民進黨要勇敢抗拒，拒絕陳水扁把民進黨拖下去」；馬英九政府太快失去民心，讓民進黨沒有反省力量，成為民進黨主席蔡英文最大的困境；民進黨無法務實、理性面對兩岸關係，以為反馬英九就可以重返執政，將重犯過去錯誤；如果民進黨不調整對兩岸關係的思維，則兩岸關係成為國民黨專利，民進黨不會有重新執政的機會；兩岸關係必須更大幅開放，例如陸資來台投資房地產與股市、全面開放陸客來台觀光比照香港模式等；藍綠領導者都必須以世界趨勢看兩岸關係，就像歐盟，「兩岸經濟一國是必然趨勢」 。
2009年12月10日下午，許正式發表以談論台海兩岸議題為主的網站《美麗島電子報》，標榜「提供理性觀點的媒體」；許信良在發表會中表示，台灣政治人物必須充分認識已崛起的中國大陸，儘管不能五體投地、毫無保留的傾中，但也不能一味反中。
2011年3月25日下午，許前往民進黨中央黨部繳交登記費新台幣500萬元，登記參加黨內總統初選。2011年4月21日，許信良競選總部舉辦「文人、資深媒體人、民權人士挺許信良記者會」，謝聰敏、張富忠、許龍俊、陳鳳馨、尹乃菁、鄭麗文及蔡詩萍均出席，會中呼籲「重審許信良，釋放台灣人」。2011年4月27日中午，民進黨公布黨內總統初選結果，黨主席蔡英文勝選，許信良落選。
2012年4月13日，許登記參選民進黨第14屆黨主席。2012年5月6日，許在黨主席選舉辯論會稱，蘇貞昌任臺灣省議員期間為難當時是臺灣省主席的李登輝，讓李登輝無法見病危的獨子李憲文最後一面，但蘇貞昌和李登輝雙雙否認。2012年5月27日，民進黨宣布第14屆黨主席選舉開票結果，許信良落選。

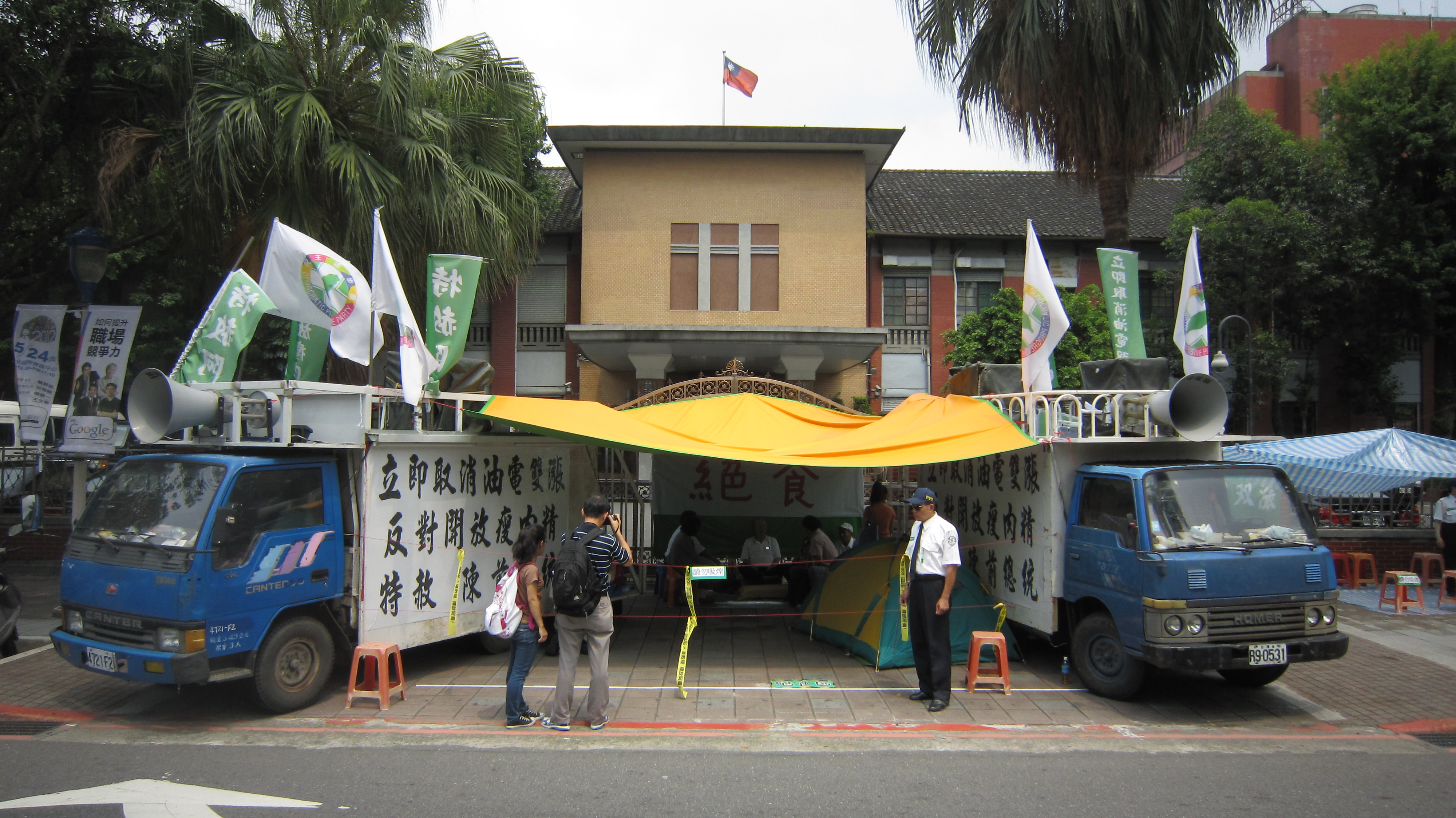
許信良在立法院前絕食抗議

2012年5月21日，許要求馬英九總統停止油電雙漲政策、禁止含有瘦肉精的美國牛肉進口、以及釋放前總統陳水扁，始終沒有等到正面回應。許於是在21日中午起開始在立法院前靜坐絕食抗議。
2013年4月6日，許信良說：民進黨長期戰略錯誤而「讓兩岸處理權變成國民黨的專利」，「錯失兩岸關係處理權，是民進黨不能繼續執政的重要原因之一」；和台海兩岸經濟有關係的人會對民進黨感到不放心，「而且這種人會愈來愈多」；民進黨天王謝長廷提出的「一個中華、憲法對話」概念是根據台灣政治現實和憲法體制提出的很有創意的個人看法，謝長廷是民進黨天王中「唯一肯認真思考兩岸關係的人」，他支持謝長廷在兩岸關係上突破民進黨長期的困頓、嘗試和中國大陸對話。
2013年6月14日，許在立法院舉行新書《台灣現在怎麼辦》發表會，強調民族主義不是台海兩岸的答案，中國民族主義與台灣民族主義相互敵視和激盪將使台海兩岸雙雙招致災禍；他提出「大膽一中」，主張台海兩岸成立像歐盟一樣的關係，比照歐洲議會來儘快成立「中國議會」。但未引起外界迴響。
2014年3月14日，許信良說：雖然民進黨主席蘇貞昌宣稱民進黨不是全盤否定或全盤反對兩岸服務貿易協議，但是民進黨在立法院審查兩岸服務貿易協議的態度就是「逢中必反」的表現，民進黨應深切反省，否則不利民進黨重返中央執政、也不利兩岸關係的發展。但四天後，3月18日爆發太陽花學運。
2015年4月2日，許信良接受《環球時報》專訪，稱「台獨理念一直在民進黨內都不是主流意識形態和主流價值，台獨信仰者在民進黨內也不是主流力量」，台灣領導人與台灣人民必須瞭解民進黨不能挑戰中國大陸的基本立場。
2015年9月3日，許信良、美麗島電子報董事長吳子嘉及民進黨前立委郭正亮受邀參加紀念中國人民抗日戰爭暨世界反法西斯戰爭勝利70周年大會，吳子嘉稱讚「中國大陣仗、大格局」，許信良更有「中國領導世界，台灣可以幫大忙」之言論。
2016年8月10日，許信良任亞太和平研究基金會董事長。

### 接受專訪談李登輝
2020年7月30日，李登輝逝世，李登輝總統任內提出兩岸關係的「戒急用忍」政策，以及後來的「特殊國與國關係」（兩國論），許信良說，這些政策是好是壞，「功過尚難定論」，兩國論讓兩岸關係一直到現在都很緊張，但兩岸關係的發展，到最後是什麼結局，目前還不知道。對於李登輝卸任後為何走激進台獨路線，許信良說，動機難論，他個人認為是李登輝有意替自己在歷史定位，想成為台獨教父。許信良對李登輝一生總結：「李先生對民主有功，對兩岸功過難論，到現在無法定論，卸任後，他的言論不負責任。」

## 家族
許信良之妻許鍾碧霞曾當過立法委員；許信良之弟許國泰也曾當過立法委員；許信良之姪許應深曾經於2000年因原縣長呂秀蓮當選副總統而代理桃園縣縣長；許信良之姪許應全曾經參選過桃園縣議員。許信良家族長期參與民進黨在桃園的黨部運作，黨外人士魏廷朝等人就曾經批判許信良。
現任臺北市政府文化局局長蔡詩萍，是許信良的外甥。

## 許信良重要著作
- 許信良，2013，《台灣現在怎麼辦》。np：自版。
- 許信良，1977，《風雨之聲》。np：自版。
- 許信良，1995，《新興民族》。台北：遠流出版。
- 許信良、鍾碧霞合著，1992，《許信良言論選輯》：附〈隨夫波折十八載〉，陳芳明編。台北：前衛出版社。
- 許信良，1995，《挑戰李登輝》。新新聞文化。

## 和許信良相關的傳記與研究
（按照作者姓氏漢語拼音順序排列）
- 陳芳明，1996，許信良：以智慧型風暴改寫反對運動史，見陳淞山編，跨世紀接班人：掌握台灣命運的30位政壇菁英，頁14-29。台北：月旦出版社。
- 李筱峰，1994，國家認同的轉向：以戰後台灣反對人士的十個個案為例，見中央研究院近代史研究所編，認同與國家：近代中西歷史的比較，頁323-62。台北：中央研究院近代史研究所。
- 劉樵，1979，透視許信良。台北：拓荒者出版社。
- 劉守成，1986，躍出水面的鬥魚：「回台入黨」的許信良，見劉守成著，領導黨外的人，頁118-27。宜蘭縣羅東鎮：田秋堇發行。
- 史明，1987，許信良所學到的是什麼？。台灣大眾 19：12-13。
- 韋本整理，韋本、張建隆採訪，1999，許信良，見新台灣文教基金會美麗島事件口述歷史編輯小組編， 走向美麗島：戰後反對意識的萌芽，頁72-81。台北：時報文化。
- 夏珍，1999，許信良的政治世界，新版。台北：天下文化。
- 謝明峰，1986，永遠的改良主義者：許信良。台灣學生報 9：39-62。
- 徐策，1989，許信良，見徐策著，90年代台灣前途主導人物：民進黨篇(一)，頁122-39。台北：天相。
- 張二水，1986，許信良在海外政治活動的回顧。台灣學生報 9：22-38。